# Іван (Чорняк)
Іва́н Чорня́к (17 грудня 1899, Журавиця біля Перемишля — 24 січня 1980, Сокільники) — український церковний діяч, священник УГКЦ, доктор богослов'я, ректор Львівської духовної семінарії (1944―1945), професор Львівської Богословської академії, член Львівської митрополичої консисторії, титулярний єпископ-помічник Львівської архієпархії підпільної УГКЦ.

## Життєпис

### Походження і навчання
Народився в селі Журавиця біля Перемишля в селянській сім'ї Івана і Розалії Чорняків. В 1911 в травні померла його мати, а в 1914 року батька мобілізували на війну, він потрапив у російський полон і вернувся аж в 1921 році.
Гімназію закінчив в червні 1921 року в Перемишлі. Два наступні роки навчався в українському таємному університеті у Львові, в 1923–1925 роках — у Львівській Духовній Семінарії. Під час третього року богословських студій в листопаді 1925 року його вислали, вже як священика, на подальші студії до Іннсбрука в Австрії, які він закінчив докторатом у 1931 році. Титул його дисертації: «Raphael Korsak, Metropolit von Kiev (1637–1642) und seine Bemühungen um die Aufrechterhaltung der Union» (захист 28 червня 1931).
В 1931–1934 роках в Папському біблійному інституті в Римі, де в 1933 році здобув ліценціят, а в 1934 ― по складенні приписаних іспитів, одержав титул «Candidatus ad lauream».

### Викладацька діяльність
В 1934 році повернувся до Львова і став префектом духовної семінарії і одночасно викладачем у Греко-Католицькій Богословській Академії. Викладав старозавітню еґзегезу та єврейську і арабську мови. По смерті професора о. д-ра Тита Мишковського (4 лютого 1939) викладав також біблійну історію та вступ до книг Старого Завіту.
Коли через воєнні дії Духовна Семінарія і Богословська Академія не діяли, поїхав до Журавиці — рідного села, де жив ще його батько і брат Володимир. Кілька місяців працював душпастирем у сусідній парохії Сосниця як помічник пароха. Звідси в травні в 1940 року на пропозицію о. д-ра Петра Вергуна поїхав до Берліна, де працював парохом і канцлером Апостольського Візитатора. Восени 1941 року вернувся до Львова і продовжував свою працю в Академії і Семінарії. В лютому на основі габілітаційної праці був іменований доцентом Богословської Академії. Титул габілітаційної праці: «Юдейська провінція в першому столітті по вавилонській неволі». Будучи префектом, з жовтня 1942 року виконував також деякі обов'язки ректора семінарії, а в січні 1944 року отримав призначення на ректора і пробув на цій посаді до квітня 1945 року.

### В'язень ГУЛАГу
В квітні 1945 року Богословська Академія і духовна семінарія були замкнені радянською владою. 25 липня 1945 року о. Чорняка арештували і 12 серпня 1946 року воєнний трибунал засудив його на десять років позбавлення волі і п'ять років заслання. Свій засуд відбув у Потьмі Мордовської АРСР, а заслання — в Красноярському краю в садибі Мала Сия Ширинського району (нині Республіка Хакасія). Тут пробув він до 20 грудня 1955 року і виконував різні роботи: вантажника, дорожні роботи, працював лісовим робітником, лісорубом, косарем, фактуровщиком тощо. На десятому місяці свого заслання був несподівано звільнений 31 жовтня 1955 року на основі указу про амністію Президії Верховної Ради Радянського Союзу. Скасована була також його судимість.

### Діяльність після заслання
Повернувся в Україну і з великими труднощами був прописаний в селі Кривчиці біля Львова, де працював сторожем у Поліграфічному Інституті. Однак радянська влада звільнила його з роботи і позбавлений будь-яких засобів для існування, отець Чорняк змушений був залишити Україну і добровільно виїхати знову в Красноярський Край в селище Комунар. Тут побув він від 27 квітня 1957 до 25 травня 1959, працюючи переважно нічним сторожем при будовах. При кінці травня 1959 р. виїхав у Литву і був приписаний в селі Кліколяй Акмянського району. По трьох місяцях мусів залишити Литву.
У вересні 1959 р. прибув до Львова і замешкав у своєї двоюрідної сестри. Від 1 червня 1960 до 19 вересня 1966 працював у Львові в готелі «Народний» (колись «Народна Гостинниця») як звичайний прибиральник, натирав підлогу пастою, а згодом перебрав посаду швейцара і телефоніста на комутаторі.
17 грудня 1964 року о. Чорняк переїхав у село Сокільники до свого братанича. В перші роки побуту в Сокільниках, до отця Івана часто приходили перевірки, робили обшук, навіть один раз оштрафували. В 1966 році він вийшов на пенсію і перевірки припинилися. В себе вдома в Сокільниках мав окрему кімнату, де підпільно служив Літургії і приймав вірних та священиків.
Помер 24 січня 1980 року в селі Сокільники біля Львова. Похорон очолював отець Василь Вороновський.

## Єпископ підпільної УГКЦ
В 1964 році владика Василь Величковський, очікуючи можливого повторного арешту, щоб не перервалася лінія єпископів, висвятив кількох таємних ієрархів. Відомо, що його наступник, Володимир Стернюк, був хіротонізований 2 липня 1964 року. Цілком вірогідним є те, що в той самий час був висвячений титулярний єпископ-помічник Іван Чорняк і наділений єпископськими повноваженнями, зокрема правом висвячувати священиків. За іншою версією, єпископську хіротонію о. Чорняк отримав від митрополита Володимира Стернюка незадовго перед смертю.